# NGC 3400
NGC 3400 este o galaxie spirală situată în constelația Leul Mic. A fost descoperită în 11 aprilie 1785 de către William Herschel. Se află la o distanță de 24,7 de megaparseci de Pământ.